# حبيبة إجهاد

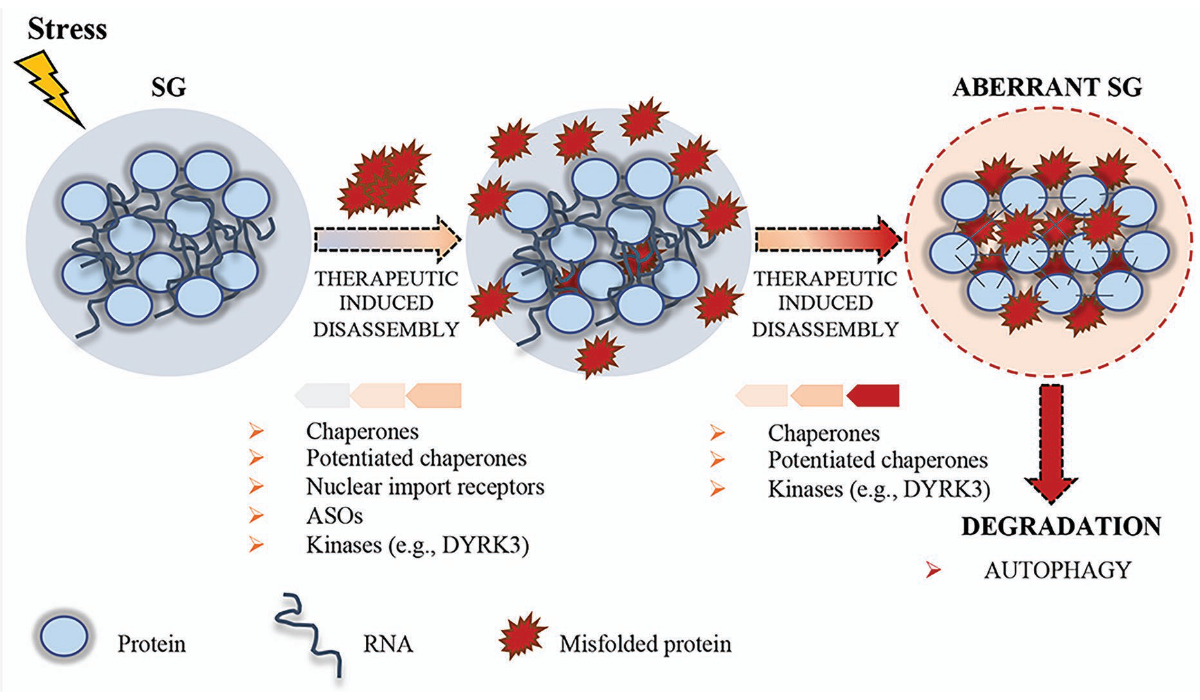

حبيبة إجهاد (بالإنجليزية: Stress granule)‏ هي تكدسات كثيفة للبروتينات وجزيئات الرنا في العصارة الخلوية والتي تظهر حين تكون الخلية تحت الإجهاد. جزيئات الرنا المخزنة هي مركبات قبل-ابتداء لترجمات معطلة: أي محاولات فاشلة لتخليق البروتين من الرنا الرسول. حجم حبيبات الإجهاد حوالي 100-200 نانومتر (عند تنقيتها بيوكيميائيا)، وهي غير محاطة بغشاء ولها صلة بالشبكة الإندوبلازمية. توجد كذلك جبيبات إجهاد نووية وهذا المقال حول حبيبات الإجهاد المتكونة في العصارة الخلوية.

## الوظيفة المقترحة
مازالت وظيفة جبيبات الإجهاد غير معروفة بشكل كبير، واقتُرح منذ مدة أن لها وظيفة في حماية جزيئات الرنا من الظروف المؤذية، وهذا يفسر سبب ظهورها عند الإجهاد. تراكم جزيئات الرنا إلى كريات كثيفة يمكن أن يحول دون تفاعلها مع مركبات كيميائية مؤذية ويحمي المعلومة المشفَّرة في تسلسلاتها.
يمكن أن تعمل حبيبات الإجهاد كذلك كنقطة اتخاذ قرار بالنسبة لجزيئات الرنا الرسول غير المترجمة، حيث يمكن أن تمضي في أحد ثلاث مسارات: المزيد من التخزين، التفكيك أو إعادة بدء الترجمة. في المقابل، تم المحاججة كذلك بأن حبيبات الإجهاد ليست مواقعا مهمة لتخزين الرنا الرسول وأنها لا تعمل كموقع وسيط لجزيئات الرنا الرسول التي هي في انتقال من حالة التخزين إلى حالة التفكيك.
أظهرت مجهوداتٌ لتحديد جميع جزيئات الرنا داخل جبيبات إجهاد (نسخوم حبيبة الإجهاد) بطريقة غير منحازة عبر سَلسَلة رنا مستخلص بيوكيميائيا منها أن جزيئات الرنا لا تخزن في حبيبات الإجهاد حسب تسلسل معين، وإنما بشكل عام، مع كون الجزيئات الطويلة و/أو تلك المترجمة بشكل غير مثالي الأكثر تخزينا. تشير هذه البيانات إلى أن نسخوم حبيبة الإجهاد يتأثر بتكافؤ الرنا (مع البروتينات أو جزيئات الرنا الأخرى) وبمعدل إتمام ترجمة الرنا (run-off) من قبل عديد الريبوسوم. الفرضية الأخيرة مدعومة أكثر بدراسات حديثة في تصوير الجزيء المفرد. فضلا عن ذلك، قُدِّر أن حوالي 15% فقط من إجمالي الرنا الرسول في الخلية يتواجد في حبيبات الإجهاد، وهذا يشير إلى أن حبيبات الإجهاد لا تؤثر سوى على مجموعة صغيرة من جزيئات الرنا الرسول في الخلية وأنها قد لا تكون ذات أهمية كبيرة في معالجة الرنا الرسول كما اعتُقد سابقا. مع ذلك لا تمثل هذه الدراسات سوى لمحة من الزمن، ومن المحتمل أن نسبة أكبر من جزيئات الرنا الرسول تم تخزينها في مرحلة ما في حبيبات الإجهاد بسبب انتقال جزيئات الرنا من وإليها.
بروتينات الإجهاد التي هي المكون الأساسي لجبيبات الإجهاد في الخلايا النباتية هي شابرونات تعزِل وتحمي وربما ترمِّم البروتينات التي يتفكك تطويها أثناء الحر وأنواع الإجهاد الأخرى. وعليه، أي صلة لجزيئات الرنا الرسول بحبيبات الإجهاد يمكن أن يكون ببساطة تأثيرا جانبيا لصلة البروتينات المرتبطة بالرنا المتفككة التطوي جزئيا مع حبيبات الإجهاد، كما هو الحال في صلة جزيئات الرنا الرسول مع الجسيمات البروتينية.